# آنچه بعد از عشق می‌آید
آنچه بعد از عشق می‌آید (انگلیسی: What Comes After Love؛ کره‌ای: 사랑 후에 오는 것들) یک مجموعه تلویزیونی محصول کره جنوبی به نویسندگی جونگ هه شیم، به کارگردانی مون هیون سونگ و با بازی لی سه یونگ و کنتارو ساکاگوچی است. این مجموعه برپایه رمانی با همین نام است و داستان آن در مورد عشقی فراتر از مرزهای ملی میان زن کره‌ای و مرد ژاپنی است. این مجموعه از ۲۷ سپتامبر ۲۰۲۴، جمعه‌ها ساعت ۲۰:۰۰ (کی‌اس‌تی) از کوپانگ پلی پخش شد. این مجموعه همچنین برای استریم در ویو و ویکی در مناطق منتخب قابل دسترسی است.

## بازیگران
- لی سه یونگ در نقش چوی هونگ

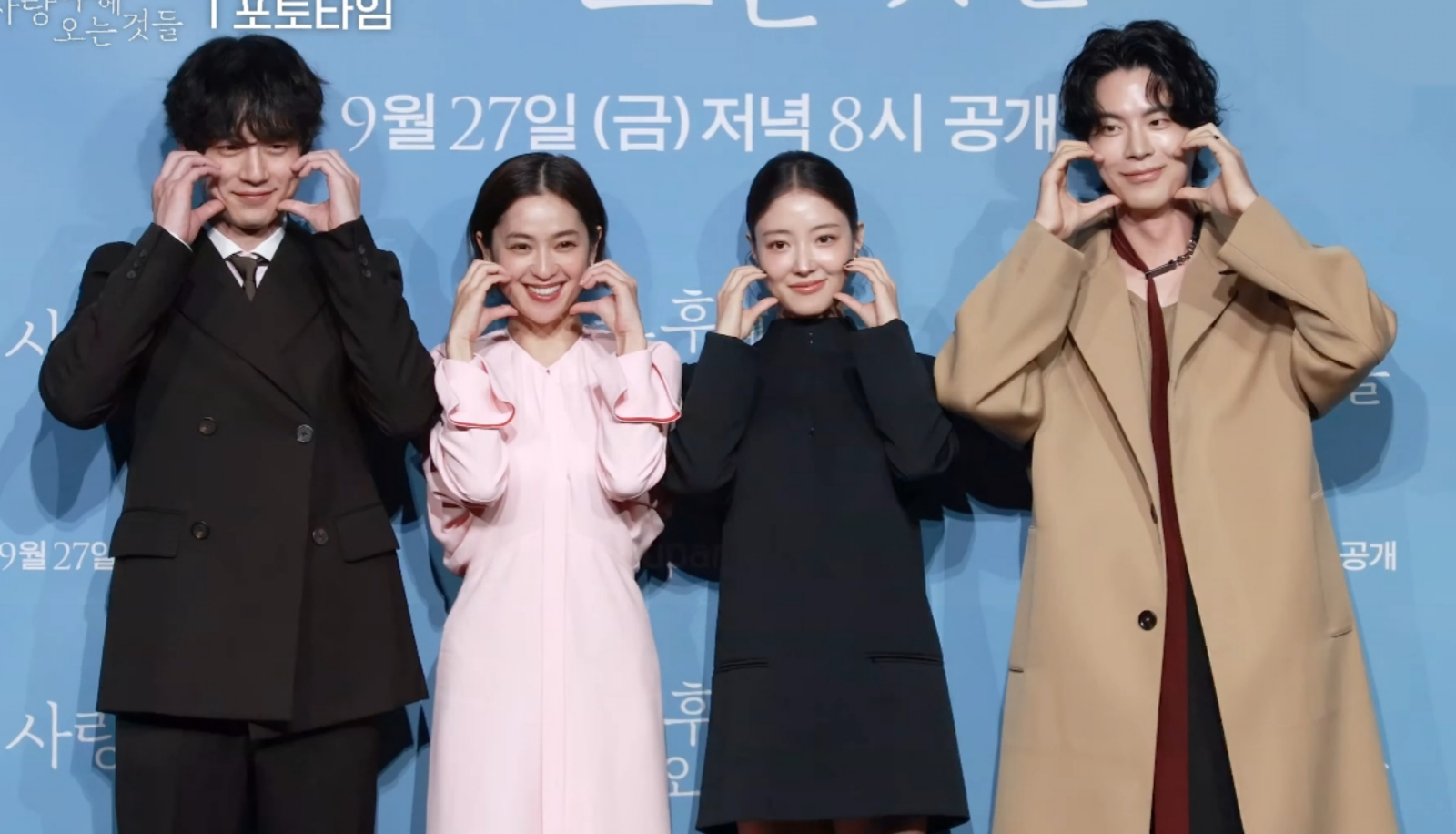
از چپ به راست: کنتارو ساکاگوچی، آنه ناکامورا، لی سه یونگ و هونگ جونگ هیون

- کنتارو ساکاگوچی در نقش آئوکی جونگو
- هونگ جونگ هیون در نقش مین جون
- آنه ناکامورا در نقش کوبایاشی کانا
- لی سو هی در نقش چوی روک

## تولید

### توسعه
کارگردان مون سونگ هیون که کارگردانی فیلم‌های مورد توجه پادشاه (۲۰۱۷) و حس و حال سئول (۲۰۲۲) را بر عهده داشته است، این مجموعه نخستین کارگردانی تلویزیونی او به شمار می‌رود. جونگ هه شیم و مونگ سونگ هیون نویسندگان این مجموعه هستند. سیلور لاینینگ استودیو و کانتنتس سِوِن، تولیدکنندگان این مجموعه هستند.

### بازیگران
در ژوئیه ۲۰۲۳ گزارش شد که بازیگران لی سه یونگ و کنتارو ساکاگوچی بازیگران اصلی این مجموعه خواهند بود و در دسامبر ۲۰۲۳ به صورت رسمی تأیید شد.
در ژانویه ۲۰۲۴ گزارش شد که هونگ جونگ هیون به عنوان یکی از بازیگران اصلی حضور دارد و در مارس ۲۰۲۴ به صورت رسمی تأیید شد.

### فیلم‌برداری
فیلم‌برداری اصلی از اوایل سال ۲۰۲۴ میان کره جنوبی و ژاپن آغاز شد.

## انتشار
کوپانگ پلی اعلام کرد که آنچه بعد از عشق می‌آید در سال ۲۰۲۴ منتشر خواهد شد. در ۱۸ ژوئیه ۲۰۲۴، کوپانگ پلی تأیید کرد که این مجموعه در ۲۷ سپتامبر ۲۰۲۴ پخش خواهد شد.